# Roman Polák
Roman Polák (* 28. April 1986 in Ostrava, Tschechoslowakei) ist ein ehemaliger tschechischer Eishockeyspieler und derzeitiger -scout, der im Verlauf seiner aktiven Karriere zwischen 2002 und 2022 unter anderem 877 Spiele für die St. Louis Blues, Toronto Maple Leafs, San Jose Sharks und Dallas Stars in der National Hockey League (NHL) auf der Position des Verteidigers bestritten hat. Seit Sommer 2022 ist Polák als Scout bei den Columbus Blue Jackets aus der NHL angestellt.

## Karriere

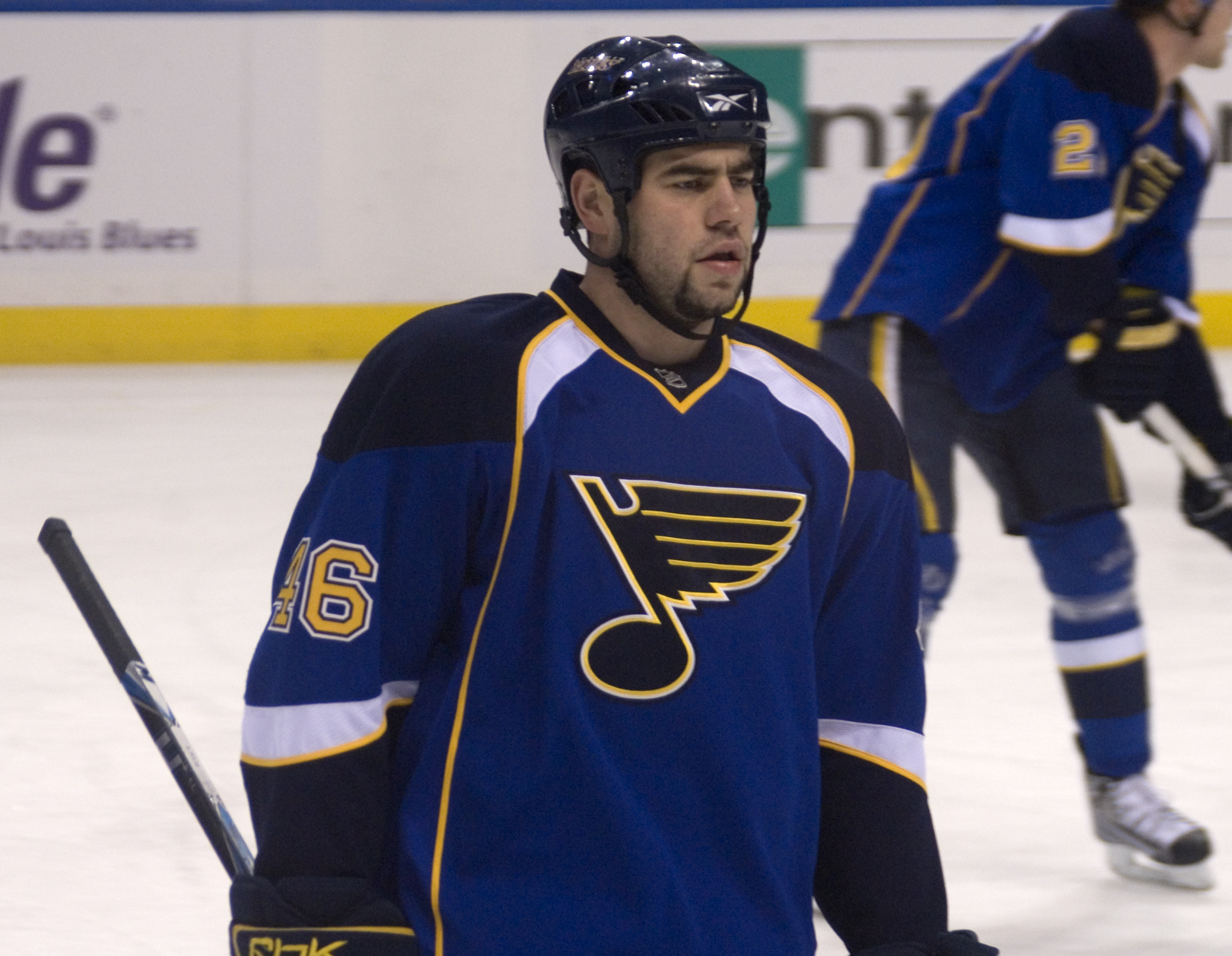
Polák im Trikot der St. Louis Blues (2011)

Roman Polák begann seine Karriere als Eishockeyspieler in seiner tschechischen Heimat in der Jugend des HC Ostrava, bei dem er bis 2003 aktiv war. Anschließend spielte er ein Jahr lang in der Nachwuchsabteilung des HC Vítkovice, woraufhin er im NHL Entry Draft 2004 in der sechsten Runde als insgesamt 180. Spieler von den St. Louis Blues aus der National Hockey League (NHL) ausgewählt wurde. Zunächst spielte der Verteidiger jedoch in der Saison 2004/05 für Kootenay Ice, das ihn beim CHL Import Draft 2004 in der ersten Runde an insgesamt 19. Position gezogen hatte, in der kanadischen Juniorenliga Western Hockey League (WHL) sowie anschließend eine Spielzeit lang für den HC Vítkovice in der tschechischen Extraliga.
Zur Saison 2006/07 wechselte der Rechtsschütze in die Organisation der St. Louis Blues und gab im Verlauf der Spielzeit sein Debüt in der NHL. In seinem Rookiejahr blieb er in 19 Spielen punktlos und spielte überwiegend für das Farmteam der Blues, die Peoria Rivermen aus der American Hockey League (AHL). In der Saison 2008/09 – seiner ersten kompletten NHL-Spielzeit – erzielte Polák in insgesamt 73 Spielen 15 Scorerpunkte, darunter ein Tor. Nach acht Jahren in St. Louis gaben ihn die Blues im Juni 2014 an die Toronto Maple Leafs ab, die im Gegenzug Carl Gunnarsson sowie ein Viertrunden-Wahlrecht für den NHL Entry Draft 2014 nach St. Louis transferierten. Im Februar 2016 wurde Polák samt Nick Spaling an die San Jose Sharks abgegeben, die im Gegenzug je ein Zweitrunden-Wahlrecht für die Entry Drafts 2017 und 2018 sowie Raffi Torres nach Toronto schickten. Nach dem Ende der Spielzeit erhielt Polák keinen neuen Vertrag in San Jose und kehrte somit im Juli 2016 als Free Agent zu den Toronto Maple Leafs zurück. Im Oktober 2017 wurde sein bereits ausgelaufener Kontrakt um ein Jahr verlängert, bevor er sich im Juli 2018 – ebenfalls als Free Agent – auf der Basis eines Einjahresvertrages den Dallas Stars anschloss.
Nach abermaliger Verlängerung dessen kehrte der Tscheche zur Saison 2020/21 in seine Heimat zurück, indem er während der unterbrochenen Spielzeit 2019/20 im Juni 2020 einen Vertrag bei seinem Ausbildungsverein HC Vítkovice unterzeichnete. Er ließ dort seine Karriere bis zum Ende des Spieljahres 2021/22 ausklingen und beendete diese schließlich 36-jährig im Sommer 2022. Anschließend wurde Polák als Scout von den Columbus Blue Jackets aus der NHL verpflichtet.

### International
Für Tschechien nahm Polák an der U18-Junioren-Weltmeisterschaft 2004 sowie den U20-Junioren-Weltmeisterschaften 2005 und 2006 teil. Des Weiteren stand er im Aufgebot Tschechiens bei den Weltmeisterschaften 2009 und 2014, bei den Olympischen Winterspielen 2010 sowie beim World Cup of Hockey 2016.

## Erfolge und Auszeichnungen
- 2004 Bronzemedaille bei der U18-Junioren-Weltmeisterschaft
- 2005 Bronzemedaille bei der U20-Junioren-Weltmeisterschaft

## Karrierestatistik

### International
Vertrat Tschechien bei:
| - U18-Weltmeisterschaft 2004 - U20-Weltmeisterschaft 2005 - U20-Weltmeisterschaft 2006 - Weltmeisterschaft 2009 | - Olympischen Winterspielen 2010 - Weltmeisterschaft 2014 - World Cup of Hockey 2016 |

(Legende zur Spielerstatistik: Sp oder GP = absolvierte Spiele; T oder G = erzielte Tore; V oder A = erzielte Assists; Pkt oder Pts = erzielte Scorerpunkte; SM oder PIM = erhaltene Strafminuten; +/− = Plus/Minus-Bilanz; PP = erzielte Überzahltore; SH = erzielte Unterzahltore; GW = erzielte Siegtore; 1 Play-downs/Relegation; Kursiv: Statistik nicht vollständig)